# Julián Marías Aguilera

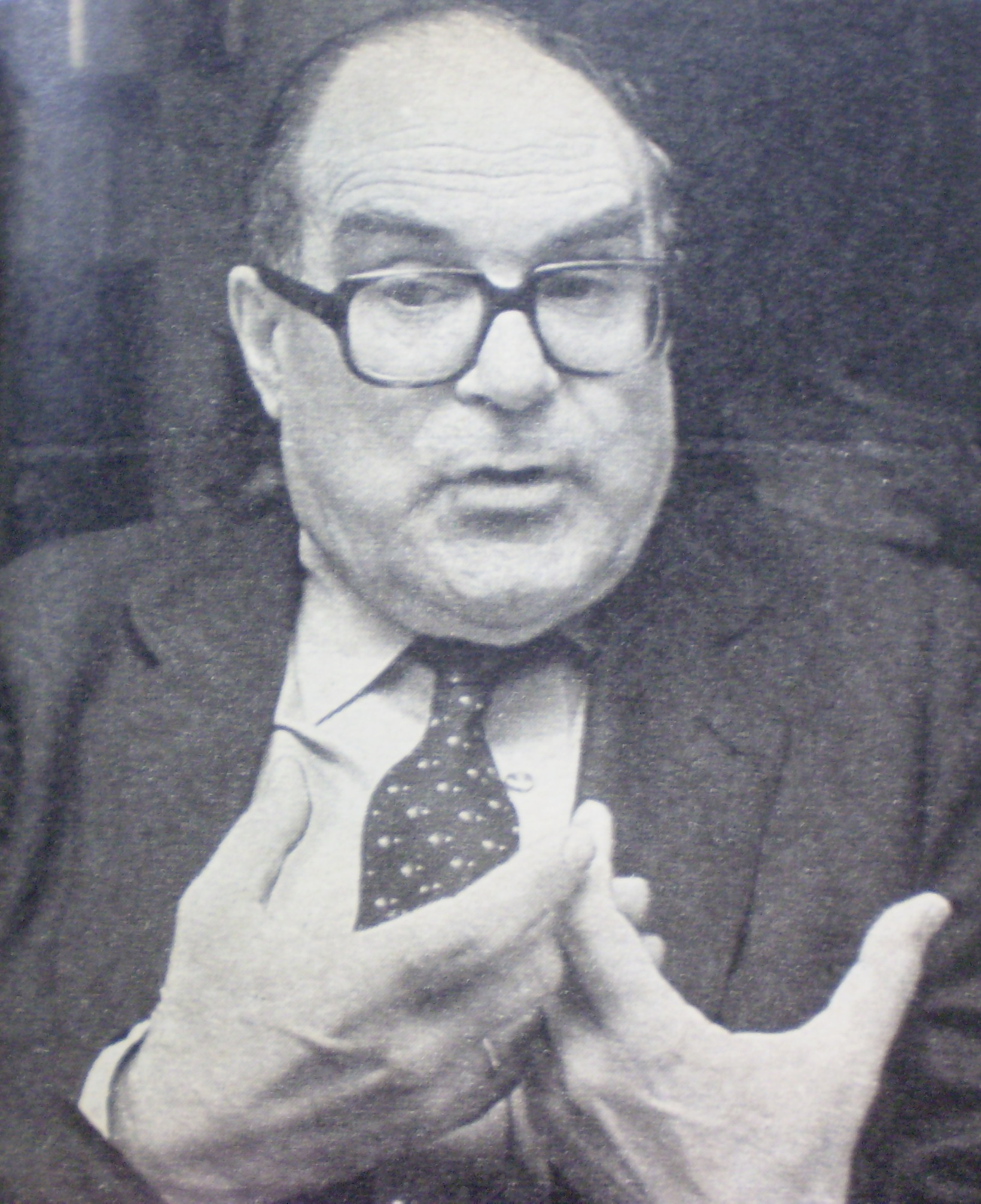
Julián Marías Aguilera

Julián Marías Aguilera (ur. 17 czerwca 1914 w Valladolid, zm. 15 grudnia 2005 w Madrycie) – hiszpański filozof katolicki.

## Życiorys
Mieszkał w Madrycie od 1919. W latach 1931–1936 studiował nauki filozoficzne. Naukę przerwał wybuch wojny domowej, w której Marías Aguilera wziął udział po stronie republikańskiej. Po zwycięstwie zwolenników generała Franco był w 1939 przez kilka miesięcy więziony. Po zwolnieniu powrócił do studiów filozoficznych; opracował wówczas podręcznik historii filozofii Historia de la Filosofía, opublikowany po raz pierwszy w 1941 i później wielokrotnie wznawiany. W 1942 przedstawił rozprawę doktorską, nie został jednak do obrony dopuszczony ze względu na zawarte w pracy krytyczne zdania w stosunku do reżimu Franco.
W 1948 ze swoim dawnym profesorem José Ortegą y Gassetem powołał do życia Instituto de Humanidades de Madrid; objął kierownictwo tej instytucji po śmierci Ortegi y Gasseta w 1955. W 1949 obronił doktorat na podstawie tej samej pracy, którą odrzucono siedem lat wcześniej (La Metafísica del conocimiento en Gratry); odsunięty od możliwości pracy wykładowcy w Hiszpanii, gościnnie wykładał na uczelniach amerykańskich. Utrzymywał się również z publikacji filozoficznych.
W 1964 został powołany na członka Królewskiej Akademii Języka Hiszpańskiego. Po śmierci Franco odebrał nominację króla Juana Carlosa na senatora, mandat pełnił w latach 1977–1979. W 1980 otrzymał również nominację profesorską. W 1982 Jan Paweł II powołał go, jako pierwszego Hiszpana, w skład Międzynarodowej Papieskiej Rady Kultury. W 1986 Marías Aguilera otrzymał Nagrodę Księcia Asturii w dziedzinie nauk humanistycznych.
Był od 1941 żonaty z Dolores Franco Manero, pisarką i nauczycielką. Miał pięciu synów, m.in. Javiera (ur. 1951), pisarza.
Jako filozof kontynuował szkołę filozoficzną Ortegi y Gasseta, był przedstawicielem tzw. racjowitalizmu.
Najważniejsze prace:
- Osoba (Furta Sacra, Warszawa 2010) tłumaczenie na język polski książki * Persona (1996)
- Historia de la filosofía (1941)
- San Anselmo y el insensato (1944)
- Idea de la metafísica (1954)
- La escuela de Madrid (1960)
- Antropología filosófica (1970)
- La España inteligible (1985)